# Guilherme Daufenbach
Guilherme Daufenbach (São Ludgero, 5 de agosto de 1903 — Braço do Norte, 10 de setembro de 1988) foi um moveleiro e político brasileiro.

## Vida
Filho de José Daufenbach e de Francisca Schlickmann Daufenbach.

## Carreira
Filiado à União Democrática Nacional (UDN), foi vereador em Braço do Norte na 2ª legislatura (1960 — 1965). Os móveis da Igreja Nosso Senhor do Bomfim de Braço do Norte foram construídos em sua marcenaria.